# İbrahim Məmmədov
İbrahim Qurban oğlu Məmmədov (auch İbrahim Mämmädov; russisch Мамедов, Ибрагим Курбан-оглы; * 24. Oktober 1928 in Baku, Aserbaidschanische SSR, Sowjetunion; † 30. August 1993 in Baku, Aserbaidschan) war ein sowjetisch-aserbaidschanischer Komponist und Musikpädagoge.

## Leben
İbrahim Məmmədov studierte am Staatlichen Konservatorium Aserbaidschans in Baku in der Kompositionsklasse von Boris Issaakowitsch Seidman (1908–1981). Ein Schwerpunkt der Arbeit Məmmədovs war die Ausbildung junger aserbaidschanischer Musiker. Ab 1961 war er Professor am Staatlichen Konservatorium Aserbaidschans. Hier unterrichtete er grundlegende Musiktheorie, Partiturlesen und Instrumentierung. Seit 1955 war İbrahim Məmmədov Mitglied der Gesellschaft aserbaidschanischer Komponisten. Später wurde auch in den Vorstand der Organisation berufen. 1990 erhielt er den Ehrentitel Volkskünstler der aserbaidschanischen SSR.

## Werke (Auswahl)
Qəhrəmanlıq simfoniyası [Die Heroische Sinfonie], Təntənəli uvertüra [Feierliche Ouvertüre], Sinfonische Variationen für Violine und Orchester und die Balet süitası [Ballettsuite] sind in Aserbaidschan beliebte sinfonische Werke. Seine Ballettoper Tülkü və Alabaş [Fuchs und Forelle] steht seit 35 Jahren auf dem Spielplan des Aserbaidschanischen Staatlichen Akademischen Opern- und Balletthauses. Poema-tokkata für Klavier und Orchester befindet sich im Repertoire vieler junger aserbaidschanischer Pianisten. Auch Sülhün dayağı [Säule des Friedens] für Solisten, Chor und Sinfonieorchester und die Kantaten Zəhmət təranələri [Hart arbeiten] und Azərbaycan [Aserbaidschan], Rapsodiya für Klarinette und Orchester und weitere vokale und instrumentale kammermusikalische Werke werden in Aserbaidschan geschätzt. Weitere sinfonische Werke sind die Bayram uvertürası [Festouvertüre] aus dem Jahr 1964, Keşiyində dayanmışıq, Marş, Romans [Romanze], Rəqs-kapris [Tanzcaprice] aus dem Jahr 1969 und eine Rhapsodie. Neben der Heroischen Sinfonie aus dem Jahr 1956 schrieb er noch zwei weitere, die zweite Sinfonie im Jahr 1975. Dazu kamen noch je eine Suite für Blas- und Streichorchester. Məmmədov schrieb auch Lieder. Neben vielen anderen entstanden die Lieder Əmək mahnısı [Arbeitslied] 1948, Mingəçevir im Jahr 1955 und Parovoz 1968. Für Klavier schrieb er Variationen und 5 Präludien. Im Bereich der Kammermusik schuf er ein Klaviertrio und eine Sonatine für Violoncello und Klavier.

## Einspielungen
Im Jahr 1954 wurden die sinfonischen Variationen für Violine und Orchester eingespielt und beim Label Апрелевский Завод veröffentlicht. Der aserbaidschanische Geiger Azad Əliyev war der Solist. Er konzertierte mit dem Staatlichen Sinfonieorchester der aserbaidschanischen SSR unter der Leitung von Knyaz Hacıbəyov, genannt Niyazi. Bei Melodija erschien 1990 ein LP mit sinfonischen Werken Məmmədovs. Eingespielt wurden die Festouvertüre, Poema-tokkata, Мир нашей планете und eine Suite aus der Oper Лиса и волкодав.